# Phelsuma guentheri
Phelsuma guentheri là một loài thằn lằn trong họ Gekkonidae. Loài này được Boulenger mô tả khoa học đầu tiên năm 1885.

## Hình ảnh

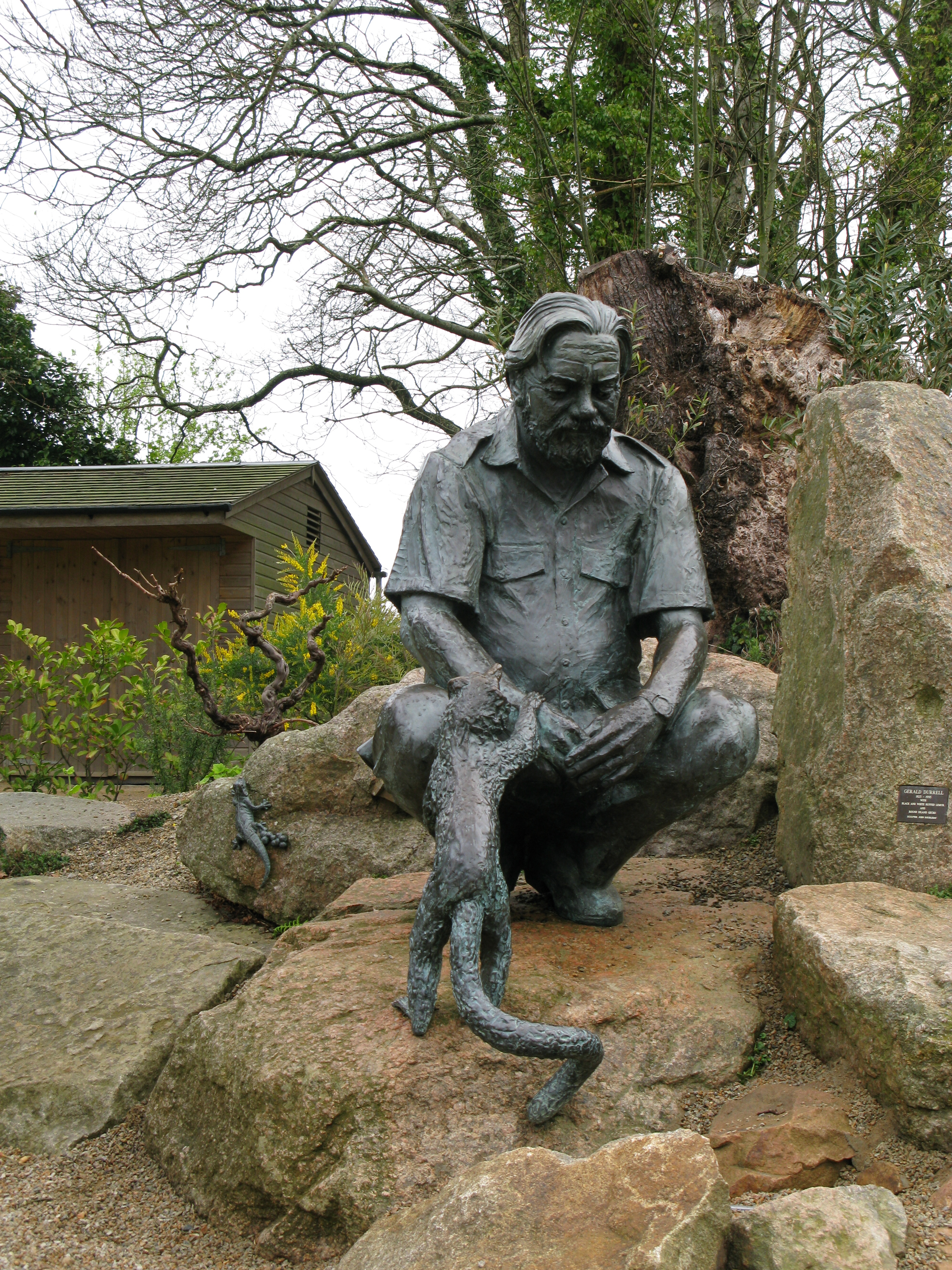